# Chu Do Tung
Hoằng Quang đế (chữ Hán: 弘光帝; 5 tháng 9 năm 1607 – 23 tháng 5 năm 1646) hay Minh An Tông (明安宗), tên thật là Chu Do Tung (chữ Hán: 朱由崧), là hoàng đế đầu tiên của nhà Nam Minh. Sau khi anh họ là Minh Tư Tông Sùng Trinh đế tuẫn quốc, Chu Do Tung kế vị tại Nam Kinh, đổi niên hiệu là Hoằng Quang (弘光), tại vị gần một năm (19 tháng 6 năm 1644 – 15 tháng 6 năm 1645). Quân Thanh nam tiến, Chu Do Tung bị bắt và áp giải đến Bắc Kinh, năm sau bị xử tử. Sau này ông được Vĩnh Lịch đế truy tôn miếu hiệu An Tông (安宗), thụy là Phụng Thiên Tuân Đạo Khoan Hòa Tĩnh Mục Tu Văn Bố Vũ Ôn Cung Nhân Hiếu Giản Hoàng đế (奉天遵道宽和静穆修文布武溫恭仁孝簡皇帝).

## Thân thế
Chu Do Tung, tiểu tự là Phúc Bát (福八), là con trưởng của Phúc Trung vương Chu Thường Tuân (朱常洵), cháu nội của Minh Thần Tông, em họ Minh Tư Tông Chu Do Kiểm, sinh ngày Ất Tị tháng 7 năm Vạn Lịch thứ 35 (1607), mẹ là chính thất Diêu thị (姚氏). Năm Vạn Lịch thứ 42 (1614), theo Phúc vương Chu Thường Tuân tới đất phong ở Lạc Dương. Tháng 7 năm Vạn Lịch thứ 48 (1620), được phong Đức Xương vương, sau tiến phong Phúc vương Thế tử.
Tháng giêng năm Sùng Trinh thứ 14 (1641), Lý Tự Thành vây hãm Lạc Dương, thành mất, Phúc vương Chu Thường Tuân trốn vào một ngôi chùa tên là Nghênh Ân tự (迎恩寺) nhưng bị phát hiện và giết hại. Chu Do Tung thoát được, chạy đến Hoài Khánh phủ (懷慶府) (nay là Thấm Dương, Hà Nam). Tháng 5 năm Sùng Trinh thứ 16 (1643), tập phong Phúc vương, đặc sai Nội sứ mang đai ngọc ban cho.
Tháng giêng năm Sùng Trinh thứ 17 (1644), Hoài Khánh bị vây, Chu Do Tung dời đến Vệ Huy, nương nhờ Lộ vương Chu Thường Bàng (朱常淓), sau đó cùng Lộ vương dời đến Hoài An. Ngày 29 tháng 3 âm lịch, tin kinh sư bị vây truyền đến Hoài An.
Mặc dù lúc đó Sùng Trinh đế đã tuẫn quốc tại Bắc Kinh, nhưng các tỉnh phía nam vẫn do nhà Minh kiểm soát. Tháng 4, tin Sùng Trinh đế tự sát truyền đến Nam Kinh (kinh đô thứ hai và cũng là kinh đô dự phòng của nhà Minh), các đại thần Nam Kinh bàn việc lập tân đế. Căn cứ theo huyết thống, Minh Thần Tông sinh ra Minh Quang Tông, Minh Quang Tông sinh ra Minh Hy Tông và Minh Tư Tông, các con trai của Hy Tông đều mất khi còn nhỏ nên sau khi Hy Tông băng hà thì ngôi vua được truyền sang người em Tư Tông. Tuy nhiên sau khi Tư Tông tự sát thì đến lượt các con trai của Tư Tông là Thái tử Chu Từ Lãng, Định vương Chu Từ Quýnh, Vĩnh vương Chu Từ Chiếu lại mất tích không rõ số phận, do đó có thể coi như nhánh dòng dõi của Quang Tông đã không còn hậu duệ nào. Quay trở lại với các con của Thần Tông thì ngoại trừ người con trưởng Quang Tông đã không còn hậu duệ, người con thứ hai là Chu Thường Tự chết sớm thì người con thứ ba là Phúc vương Chu Thường Tuân là lớn hơn cả. Mặc dù Chu Thường Tuân đã bị Lý Tự Thành giết chết năm 1641 nhưng trước đó ông đã có con trai tên là Chu Do Tung, vậy theo phép phải lập Chu Do Tung (con ruột của Phúc vương Chu Thường Tuân, cháu nội của vua Minh Thần Tông), tuy nhiên các đại thần Đông Lâm đảng phản đối vì tổ mẫu của Chu Do Tung là Trịnh quý phi là nguyên nhân của "Minh mạt tam án", muốn lập Lộ vương Chu Thường Bàng. Đại thần Sử Khả Pháp nói Phúc vương "tại phiên bất trung bất hiếu, e khó làm chủ thiên hạ". Ngày 26 tháng 4, các đại thần Trương Thận Ngôn, Cao Hoằng Đồ, Khương Viết Quảng, Lý Triêm, Quách Duy Kinh, cùng với Thành Ý bá Lưu Khổng Chiêu và Tư lễ Thái giám Hàn Tán Chu hội nghị tại triều, Lý Triêm, Lưu Khổng Chiêu, Hàn Tán Chu bàn lập Phúc vương, cáo miếu tại Vũ Anh điện. Phượng Dương Tổng đốc Mã Sĩ Anh, cùng Giang Bắc tứ trấn là bọn Hoàng Đắc Công, Cao Kiệt, Lưu Lương Tá, Lưu Trạch Thanh đến Hoài An nghênh đón Chu Do Tung. Ngày 27 tháng 4, Lễ bộ Nam Kinh chủ trì các ti đón Phúc vương vào nghị chính.

## Lên ngôi
Ngày 28 tháng 4 âm lịch năm Sùng Trinh thứ 17 (1644), Chu Do Tung đến Phổ Khẩu, Ngụy quốc công Từ Hoằng Cơ ra nghênh đón. Ngày 30 tháng 4, bách quan Nam Kinh nghênh kiến Chu Do Tung ở bến Long Giang quan, mời ông giám quốc. Chu Do Tung đầu đội giác cân, mặc áo vải ngồi trên giường cố thoái thác. Các quan cố khuyên, ông bèn đồng ý.
Ngày 1 tháng 5, Chu Do Tung tự mình cưỡi ngựa đi từ Tam Sơn môn về phía đông bái yết Hiếu lăng (lăng Minh Thái Tổ), lăng Ý Văn Thái tử, điện Phụng Tiên và tới hành cung ở Nam Kinh. Ngày 2 tháng 5, quần thần vào hành cung khuyên ông tức vị nhưng Chu Do Tung vẫn chưa muốn lên ngôi, ông muốn tìm những người hiền tài khác để lên ngôi nên ông đã cho tìm Thái tử, Vĩnh vương, Định vương (các con của Tư Tông) đang không rõ tung tích nhưng các quan không đồng ý vì thời gian rất gấp, đất nước không thể một ngày không có vua. Sau đó ông lại cho tìm Thụy vương, Huệ vương, Quế vương (các con của Thần Tông và là các chú ruột của Phúc Vương) để lên ngôi nhưng cũng không được chấp thuận vì họ đều thuộc dòng thứ phía dưới thấp hơn cha của ông là Chu Thường Tuân nên không hợp phép tắc để truyền ngôi. Ngày 3 tháng 5, các quan ba lần cố khuyên ông nên học tập theo tấm gương của Minh Đại Tông khi xưa đã từng lên ngôi để điều hành đất nước trong thời gian Minh Anh Tông bị quân Mông Cổ bắt giam. Sớm hôm sau mọi người cùng Phúc Vương đều từ cửa Đại Minh vào Đại nội tới Vũ Anh điện hành lễ giám quốc. Cùng ngày, Ngô Tam Quế dẫn Nhiếp chính vương nhà Thanh là Đa Nhĩ Cổn vào Bắc Kinh.
Ngày 15 tháng 5 âm lịch năm Sùng Trinh thứ 17, Chu Do Tung lên ngôi Hoàng đế tại điện Vũ Anh, lấy năm sau là Hoằng Quang nguyên niên, quốc hiệu vẫn là Đại Minh, sử gọi là Nam Minh. Tháng 6, truy tôn tổ mẫu Trịnh quý phi là Hiếu Ninh Thái hoàng thái hậu, thân phụ là Phúc Trung vương Chu Thường Tuân là Trinh Thuần Túc Triết Thánh Kính Nhân Nghị Cung hoàng đế (贞纯肃哲圣敬仁毅恭皇帝) (sau lại cải thành [Hiếu hoàng đế; 孝皇帝]), lập miếu tại Nam Kinh gọi là Hi lăng (熙陵). Ngoài ra, ông còn dâng tôn hiệu cho kế mẫu Trâu thị (邹氏) là Khác Trinh Nhân Thọ hoàng thái hậu (恪贞仁寿皇太后), truy tôn sinh mẫu Diêu thị (姚氏) là Hiếu Thành Đoan Huệ Từ Thuận Trinh Mục hoàng thái hậu (孝诚端惠慈顺贞穆皇太后), truy phong 2 em ruột là Chu Do Củ (chết trong khi Lý Tự Thành vây Lạc Dương) làm Dĩnh Xung vương (潁冲王) và Chu Do Hoa làm Đức Hoài vương (德怀王).
Ngày Kỉ Sửu tháng 7, Chu Do Tông khôi phục đế hiệu và truy miếu hiệu, thụy hiệu cho Ý Văn Thái tử, Kiến Văn đế và Cảnh Thái đế .

## Trị vì
Sử chép Chu Do Tung bình sinh tính cách ám nhược, mê đắm tửu sắc, mọi việc chính sự đều ủy thác cho Mã Sĩ Anh và hoạn quan Nguyễn Đại Trình, mặc cho Mã, Nguyễn mua quan bán tước, lấy việc công trả thù riêng, chính sự Nam Minh ngày một suy đồi, không ngừng phát sinh nội loạn. Bên ngoài, Sử Khả Pháp cầm quân Giang Bắc, bốn trấn Hoài, Dương, Phượng, Lư, lấy Hoàng Đắc Công, Lưu Lương Tá, Lưu Trạch Thanh, Cao Kiệt làm tổng binh thống lĩnh, Nam Minh xuất hiện cục diện quân phiệt hóa, tướng lĩnh ở tiền tuyến không những tranh giành quyền bính mà còn công kích lẫn nhau.
Chu Do Tung sau khi lên ngôi đã sai tuyển thục nữ nhập cung, phái hoạn quan tới phía nam kinh thành tìm kiếm, phàm nhà nào có con gái đều treo biển dán chữ vàng, toàn thành Nam Kinh xáo động. Lại sai trùng tu Tây cung thành Từ Hi cung để an trí kế mẫu là Trâu thái hậu. Tháng 8 năm đó. Trâu thái hậu từ Hà Nam đến Nam Kinh, ngày 14 tháng 8 dụ cho ba bộ Hộ, Binh, Công " Thái hậu giá tới, hạn nội trong ba ngày phải tìm đủ một vạn quan tiền, làm xong sẽ thưởng ". Ngày 16 tháng 8, lại sai làm giường long phượng, giường đính giá, cung điện lắp vàng ngọc, tính qua hết đến mười vạn lạng . Đêm trừ tịch năm Sùng Trinh thứ 17 (1644), Hoằng Quang đế ngồi một mình trong Hưng Ninh cung, đột nhiên không vui, thái giám Hàn Tán Chu hỏi: " Cung điện sắp xây xong, hoàng thượng lẽ ra phải vui mới phải, cớ sao vẫn buồn rầu, có phải đang nhớ đến hoàng huynh (Sùng Trinh) không ?" Hoằng Quang không đáp, một lúc sau mới nói: " Lê viên thù thiếu giai giả " (ý nói còn thiếu người đẹp mới đủ) . Tháng giêng Hoằng Quang nguyên niên (1645), hạ lệnh tu sửa điện Phụng Tiên thành Nam Kinh, hai cửa Tả Hữu Dịch môn của Ngọ Môn, lại phái thái giám Điền Thành tới hai phủ Hàng Châu, Gia Hưng tuyển thục nữ.
Ngày 3 tháng 9 năm Sùng Trinh thứ 17, Hoằng Quang đế hạ lệnh truy tặng thụy hiệu cho các đại thần tuẫn nạn ở Bắc Kinh, văn thần 21 người, huân thần 2 người, thích thần 1 người, cùng các khai quốc công thần: Dĩnh quốc công Phùng Quốc Dụng, Tống quốc công Phùng Thắng, Đức Khánh hầu Liệu Vĩnh Trung, Tế quốc công Đinh Đức Hưng, Trường Hưng hầu Cảnh Bỉnh Văn; các đại thần tử nạn thời Kiến Văn đế: Phương Hiếu Nhụ, Tề Thái, Hoàng Tử Trừng, Trần Địch, Cảnh Thanh, Trác Kính, Luyện Tử Ninh; các đại thần Tương Khâm, Lục Chấn chết vì can gián thời Vũ Tông; các đại thần chết vì nạn Yêm đảng thời Hy Tông: Tạ Quang Đẩu, Chu Triều Thụy, Chu Tông Kiến, Viên Hóa Trung, Cố Đại Chương, Chu Khởi Nguyên. 
Ngày 1 tháng 3 năm Hoằng Quang nguyên niên, có người tự xưng là Thái tử Chu Từ Lãng (con của Sùng Trinh đế) tới Nam Kinh, Hoằng Quang đế hạ lệnh bắt giam, sau mệnh cho bách quan thẩm vấn ngoài Ngọ môn, cuối cùng xác định được thái tử giả tên là Vương Chi Minh, sử gọi là Sùng Trinh thái tử án. Tháng 3, Ninh Nam hầu Tả Lương Ngọc cử binh tới Vũ Xương, lấy danh nghĩa " cứu Thái tử, giết Sĩ Anh", Hoàng Đắc Công, Nguyễn Đại Trình suất binh chống cự, Nam Minh phát sinh nội loạn. Đúng lúc đó, Dự Quận vương Đa Đạc nhà Thanh suất đại binh nam hạ, công hãm Quy Đức, Dĩnh Châu, Thái Hòa, Tứ Châu.
Tháng 4 Tân Tị năm Hoằng Quang nguyên niên, quân Thanh tiến công trọng trấn ở Giang Bắc là Dương Châu, Đốc sư Giang Bắc kiêm Binh bộ Thượng thư Sử Khả Pháp lãnh đạo bách tính trong thành chống quân Thanh, quân Thanh vây hãm 100 ngày, tổn thất không nho. Sử Khả Pháp xin triều đình viện binh, nhưng vì bọn trấn tướng cầm quân đấu đá lẫn nhau, không có viện binh nên thành Dương Châu mất. Quân Thanh sau khi công phá được Dương Châu tiến hành tàn sát dân chúng trong thành suốt mười ngày, sử gọi là Dương Châu thập nhật. Tháng 4 Giáp Tí, Hoằng Quang đế ở Nam Kinh cống viện tuyển thục nữ 70 người, lại chọn cháu gái của Nguyễn Đại Trình vào hầu. Tháng 4 Nhâm Tuất, Hàng Châu đưa đến thục nữ 50 người, lại tuyển lấy hai người, một người họ Chu, một người họ Vương .
Ngày 8 tháng 5 năm Hoằng Quang nguyên niên, quân Thanh từ Qua Châu vượt sông, Tuần phủ Trấn Giang là Dương Văn Thông chạy tới Tô Châu, Tĩnh Lỗ bá Trịnh Hồng Quỳ chạy về Đông Hải, tổng binh Tưởng Vân Đài đầu hàng. Ngày 10 tháng 5, Chu Do Tung hạ lệnh thả các cung nữ mới tuyển, nửa đêm cho gánh hát vào cung diễn kịch, canh hai sáng sớm hôm sau Chu Do Tung suất nội quan bốn, năm mươi người cưỡi ngựa ra khỏi Thông Tế môn, không ai biết đi đâu, sớm hôm sau bách quan vào triều thì thấy nội thần, cung nữ, kép hát người người chạy ra ngoài theo hướng Tây Hoa môn, trong thành đại họa. Mã Sĩ Anh đem Trâu thái hậu đi trốn. Thị dân Nam Kinh cứu vị thái tử từ phương bắc đang bị giam trong ngục đưa vào cung, lên ngôi tại Vũ Anh điện . Ngày 12 tháng 5, Chu Do Tung tới phủ Thái Bình (nay thuộc các thành phố Mã An Sơn và Vu Hồ tỉnh An Huy), lấy Án sát viện làm hành cung, sau đó di giá tới Vu Hồ, chạy tới quân doanh của Tĩnh quốc công Hoàng Đắc Công. Ngày 15 tháng 5, quân Thanh vào Nam Kinh, Ngụy quốc công Từ Văn Tước, Bảo quốc công Chu Quốc Bật, Linh Bích hầu Thang Quốc Tộ, Định Viễn hầu Đặng Văn Úc cùng Thượng thư Tiền Khiêm Ích, Đại học sĩ Vương Đạc, Đô ngự sử Đường Thế Tế, tất cả đều cạo đầu gióc tóc hàng Thanh.
Sau khi quân Thanh lấy được Nam Kinh, Đa Đạc mệnh cho hàng tướng Lưu Lương Tá dẫn quân truy kích Hoằng Quang đế. Ngày 22 tháng 5, tổng binh là bọn Điền Hùng, Mã Đắc Công, Khâu Việt, Trương Kiệt, Hoàng Danh, Trần Hiến Sách bắt được Hoằng Quang đế trên thuyền ngự nộp cho quân Thanh. Dự Quận vương Đa Đạc truyền bỏ xích sắt, lấy dây đỏ trói lại. Ngày 25 tháng 5, Chu Do Tung ngồi kiệu nhỏ vào Tụ Bảo môn ở Nam Kinh, đầu đội khăn đen, mặc áo bào xanh, cầm quạt che mặt, có hai phi tần theo sau, chịu để bách tính hai bên đường thóa mạ. Đa Đạc truyền thiết yến tại phủ Linh Bích hầu, mệnh Chu Do Tung ngồi phía dưới vị thái tử phương bắc. Tiệc xong, đưa Hoằng Quang đế về huyện sở Giang Ninh.

## Cái chết
Tháng 6 năm Hoằng Quang nguyên niên (1645), Đường vương Chu Duật Kiện lên ngôi ở Phúc Châu, vọng tôn Chu Do Tung làm Thánh An hoàng đế. Tháng 9, Chu Do Tung cùng Hoàng thái hậu Trâu thị, Lộ vương Chu Thường Phương bị áp giải đến Bắc Kinh, sau đó giam lỏng.
Năm Long Vũ thứ 2 (năm Thuận Trị thứ 3) (1646), ngày 9 tháng 4, có người cáo giác với Nhiếp chính vương Đa Nhĩ Cổn là Kinh vương, Hành vương của nhà Minh cũ muốn khởi binh. Ngày Giáp Tí tháng 5, đem Hoằng Quang đế cùng Tần vương Chu Tồn Cực (朱存極), Tấn vương Chu Thẩm Huyên (朱審烜), Lộ vương Chu Thường Phương (朱常淓), Kinh vương Chu Từ Khuể (朱慈煃), Đức vương Chu Do Lịch (朱由栎), Hành vương Chu Do Trâu (朱由棷),... tất thảy 21 người chém đầu tại Thái Thị Khẩu (có thuyết cho rằng Hoằng Quang đế tự sát).

## Miếu hiệu, thụy hiệu
Ban đầu, Lỗ vương Chu Dĩ Hải giám quốc truy thụy hiệu cho Hoằng Quang đế là Noản hoàng đế (赧皇帝), không lâu sau đó, lại cải thành Chất Tông An hoàng đế (质宗安皇帝). Tháng 4 năm Vĩnh Lịch thứ 11, Vĩnh Lịch đế đổi lại miếu hiệu thành An Tông (安宗), thụy hiệu là Phụng Thiên Tuân Đạo Khoan Hòa Tĩnh Mục Tu Văn Bố Vũ Ôn Cung Nhân Hiếu Giản Hoàng đế (奉天遵道宽和静穆修文布武溫恭仁孝簡皇帝) .

## Gia quyến

### Phối ngẫu
- Hoàng hậu

1. Hiếu Triết Giản Hoàng hậu Hoàng thị (孝哲簡皇后黄氏), nguyên phối. Mất sớm, truy phong Hoàng hậu, thuỵ hiệu Hiếu Triết Ý Trang Ôn Chính Nhân Tĩnh Nghi Thiên Chiêu Thánh Giản Hoàng hậu (孝哲懿莊温正仁靖仪天昭圣簡皇后).
2. Hiếu Nghĩa Hoàng hậu Lý thị (孝詒圣皇后李氏), kế thất. Tự vẫn năm 1644, truy phong Hoàng hậu, thuỵ hiệu Hiếu Nghĩa Đoan Nhân Túc Minh Trinh Khiết Hy Thiên Di Thánh hoàng hậu (孝義端仁肅明貞潔熙天詒聖皇后).

- Phi tần

1. Kim Quý phi (金貴妃), hoàng đế Hồng Quang sau khi bị quân Thanh bắt tại Giang Ninh thì bỏ trốn. Quân Thanh vượt sông Hoài Hà, Kim Quý phi bị bắt và bị dìm nước đến chết.

### Anh em
1. Dĩnh Xung vương Chu Do Củ (潁冲王 朱由榘)
2. Đức Hoài vương Chu Do Hoa (德懷王 朱由樺)